# Тиберій (мінерал)

Зарості тиберію навколо військової бази в Command & Conquer: Tiberian Sun

Тибе́рій або тибе́ріум (англ. Tiberium) — вигадана речовина, ключова для тиберієвій серії франшизи Command & Conquer. У відеоіграх франшизи (Tiberian Dawn, Tiberian Sun, Renegade, Tiberium Wars, Tiberian Twilight, і доповненнях до них) кристали тиберію слугують основним ресурсом, за який гравець отримує кошти на військові потреби. Тиберій має позаземне походження та існує в різних формах, переважно як зелені кристали, що витягують з земної кори певні хімічні елементи, накопичуючи їх у собі. При цьому він неконтрольовано поширюється планетою, згубно впливаючи на довкілля.

## Етимологія
Існує дві версії походження назви тиберію, висловлені вигаданими фракціями Command & Conquer. Офіційна, за версією GDI (Глобальна Оборонна Ініціатива) полягає в тому, що він отримав свою назву на честь річки Тибр, в районі якої був вперше виявлений 1995 року. За другою, поширеною в Братстві НОД, Тиберій названо на честь римського імператора Тиберія. Закінчення -ium надає «науковості» назві, оскільки використовується в латинських назвах багатьох хімічних елементів та речовин.
Чужопланетяни скріни називають цю речовину Іхор або Кров богів. Власне Іхор (Ichor) і означає кров богів у грецькій міфології.

## Властивості

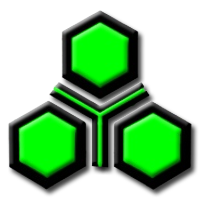
Символ тиберію

Тиберій здатний вбирати певні речовини з надр планети і рости, накопичуючи їх в собі. Ріст тиберію залежить від температури, в полярних та екваторіальних областях він практично відсутній. Самостійний ріст і простота збору й переробки зробили тиберій ідеальним інструментом для видобутку корисних копалин.
З іншого боку, цей мінерал має небезпечні для людини і вуглецевого життя взагалі властивості. В різних іграх франшизи він описується як винятково отруйний (простий доторк до кристала може бути смертельним) і/або дуже гострий. Над територіями, вкритими тиберієм, нерідко виникають погодні явища, відомі як іонні бурі, що згубно діють на електроніку. Крім того він інколи спричиняє мутації різних організмів, породжуючи «тиберіумну флору» і «тиберіумну фауну».
У Tiberian Dawn повідомлявся склад тиберію: фосфор — 42,5 %, залізо — 32,5 %, кальцій — 15,25 %, мідь — 5,75 %, кварц — 2,5 %, і 1,5 % складають невідомі на Землі речовини, що й визначають його фантастичні властивості.
Від часу появи на Землі в 1995 році властивості тиберію змінювалися. Спочатку він вважався цілком безпечним, але з часом виявилося, що тиберій має отруйні властивості та активно росте в організмах, вбиваючи їх. Крім того, він виснажував ґрунти, роблячи на них неможливим вирощування будь-яких рослин. На початку кристали росли невеликими друзами, та пізніше їх замінили суцільні поля тиберію, а розміри кристалів стали досягати багатьох метрів. Крім зеленого тиберію почали з'являтися сині кристали, що мали вищу концентрацію корисних речовин і водночас були вибухонебезпечні. Синій тиберій, своєю чергою, зрідка почав трансформуватися в нестабільний червоний. В разі зосередження великих підземних покладів тиберію утворювалася його рідка форма, здатна вибухати й кристалізуватися. Неконтрольовано поширюючись через підземні жили та в формі пилу, мінерал зрештою став світовою загрозою. До 2047 кристали не зачепили тільки 20 % території материків, а більша частина тиберію еволюціонувала в здатну до самокопіювання протонну решітку, що з часом перетворює на тиберій будь-яку матерію, з якою вступає в контакт. Побічним ефектом цього є сильне радіаційне випромінювання.
|                                    | Дана форма Тиберію, по суті, є щільною «динамічною протонною решіткою», утримуваною від розпаду силами тяжіння важких частинок. При контакті з іншою матерією частинки починають хаотично стикатися з ядрами атомів цієї матерії, або розщеплюючи їх (у разі легких ядер), або вибиваючи з них протони і нейтрони (у разі важких ядер). Потім тиберій захоплює звільнені протони, які стають частиною його решітки, перетворюючи таким чином вихідну матерію в нові зелені (або сині) кристали. При зіткненні важкої частинки — мюона або тауона — з атомним ядром починається інтенсивне випромінювання альфа-, бета- і гамма-частинок, а також сильне електромагнітне випромінювання на всьому діапазоні довжини хвилі. Крім того, в процесі трансмутації атоми, які контактували з тиберієм, можуть перетворитися на атоми з відмінним (зазвичай — меншим) числом протонів і нейтронів в ядрі. |
| — «Розвіддані» Command & Conquer 3 | |

Поширення мінералу по поверхні планети в підсумку призвело до зміни клімату та екологічних катастроф, а боротьба за нього і згодом з його розповсюдженням сильно змінила геополітичну ситуацію. Для боротьби з катастрофічним розростанням кристалів GDI використовували їх руйнування ультразвуком, а за підтримки Кейна було створено Мережу Контролю тиберію, яка дозволила врятувати Землю, зробивши ріст кристалів повністю контрольованим, аж до їх зникнення за потреби.

## Вплив на земні організми
В іграх та супутній продукції показується смертоносний вплив тиберію. Зокрема тривале вдихання випарів мінералу спричиняє тяжкі ураження дихальної, репродуктивної та імунної систем. Пізні форми тиберію вражають організм навіть за короткого доторку. Шкіра швидко покривається мікроскопічними кристалами, які розростаються на поверхні та всередині тіла, зрештою вбиваючи організм. Проте іноді тиберій також викликає мутації. Зазвичай мутанти стають невразливими до подальшого впливу мінералу і навіть лікуються при контакті з ним, а деякі мають його в своєму тілі.
- «Забуті» — люди, мутовані через вплив тиберію. Попри потворність, можуть набувати підвищеної сили.
- Вісцерóїд (англ. Visceroid) — результат дії тиберіуму на мертву органіку в безпосередній близькості до кристалів. Виглядає як безформна маса, що здатна нападати на істот і техніку поблизу. Більш високоорганізовані форми вісцероїдів мають форму мішка на трьох щупальцях. Судячи з деяких карт Command & Conquer 4, може вживатися людьми, принаймні «Забутими», в їжу.
- «Квітуче дерево» (англ. Blossom tree) — мутовані дерева, які поширюють мікроскопічні кристали тиберіуму. До подій Tiberium Wars повністю зникли.
- Тиберієва вена (англ. Tiberium vein) — виявлені в Першу тиберієву війну утворення, подібні на корені, що розростаються від єдиного центра — Венозної діри (Veinhole), і випускають тиберієвий газ.
- Тиберієвий мох (англ. Tiberium moss) — схожі на мох рослини зеленого чи синього кольору. Їх зарості утруднюють пересування територією.
- Тиберієвий нелюд (англ. Tiberium fiend) — подібні на собак істоти, з яких ростуть кристали тиберію.
- Тиберієвий літун (англ. Tiberium floater) — схожі на медуз істоти, що літають над тиберієвими полями. Які саме істоти стають літунами невідомо.
- Тиберієвий краб — істота, показана лише в трейлері скасованої відеогри Tiberium.

Братство Нод проводило в рамках проєкту «ReGenesis» різною мірою успішні експерименти зі створення посилених впливом тиберію бійців.

## Розробка образу
Тиберій як фантастичний елемент серії Command & Conquer з'явився під час розробки гри Tiberian Dawn в 1993—1995 роках. Образ швидкоростучих чужопланетних кристалів виник під впливом фільму жахів категорії «Б» «Монолітні монстри» (Monolith Monsters, 1957).
У дизайн-документі тиберієвої серії, укладеному 2001 року, що отримав назву «Біблія C&C», описувалося, що тиберій, крім хімічних елементів, витягує з довкілля «життєву енергію». В цьому документі стверджувалося, що чужопланетяни скріни (безпосередньо показані лише в Tiberium Wars 2007 року) використовують накопичену в кристалах «життєву енергію» для підтримання свого життя й розмноження. Проте така ідея не отримала розвитку та не реалізовувалася в подальших творах.
При розробці Tiberium Wars виконавчий продюсер Electronic Arts науково обґрунтував фізичні властивості тиберіуму, що пояснюють його стрімке поширення будовою в формі протонної решітки.